# Phrurolithus sinicus
Phrurolithus sinicus is een spinnensoort uit de familie van de Phrurolithidae.
De wetenschappelijke naam van de soort werd in 1982 gepubliceerd door Zhu & Mei.